# Zürichberg
Lo Zürichberg è una collina boscosa che si eleva sino a 679 m dominando il Lago di Zurigo, in Svizzera.

## Geografia

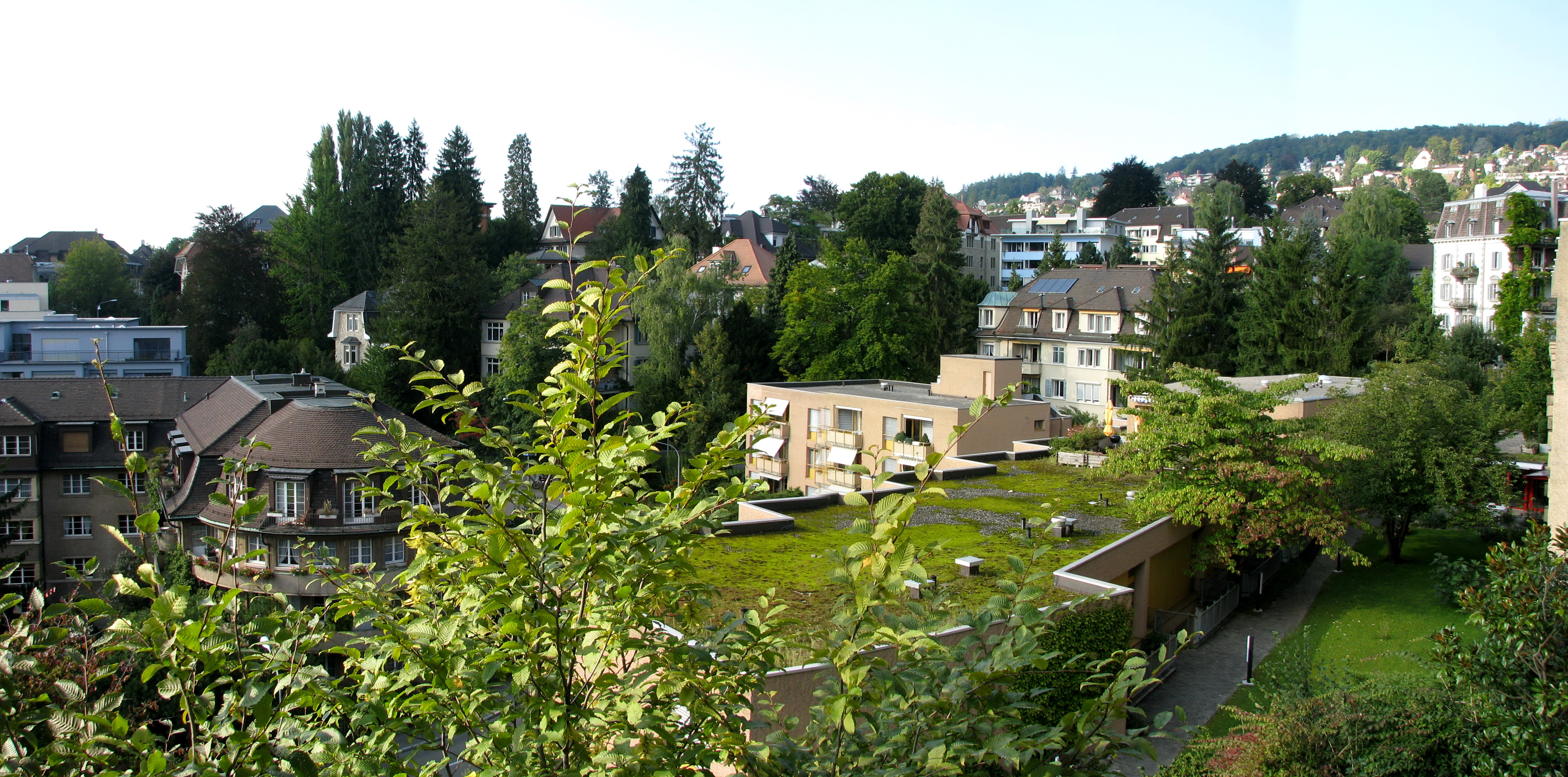
Lo Zürichberg visto dalla chiesa di Fluntern nel 2008

La collina si trova immediatamente ad est della città di Zurigo, tra le valli dei fiumi Limmat e Glatt. 
Il suo punto più alto si trova a circa 270 metri sopra la Limmat e fa parte di una catena di colline, come Käferberg, Adlisberg, Öschbrig, Forch e Pfannenstiel, tra il Greifensee / Glattal e il Lago di Zurigo.
È in una posizione pittoresca e il lato inferiore occidentale della collina fa ora parte della zona residenziale di Zurigo.

## Urbanizzazione
Divisa amministrativamente fra i quartieri di Fluntern e Oberstrass, questa zona è nota come il quartiere residenziale di Zurigo per i ricchi e le classi alte. Questa zona residenziale è spesso definita in linguaggio colloquiale come Zürichberg. Sopra il pendio costruito con ville e grandi dimore c'è una foresta sulla cresta piatta. Sul lato est, dove si trova il distretto di Schwamendingen, che fa anche parte della città di Zurigo, la foresta si estende molto più in basso nella valle. La foresta dello Zürichberg è popolare presso vacanzieri, atleti e camminatori.
Sullo Zürichberg c'è una torre radio per la distribuzione di programmi radiofonici e televisivi VHF (47° 23' 9.6" N, 8° 34' 5.4" E). Lo zoo di Zurigo e (dal 2006) la sede della FIFA si trovano anche sullo Zürichberg.

## Trasporti
La linea 6 del tram di Zurigo, la funicolare Rigiblick e la ferrovia a cremagliera Dolderbahn raggiungono diverse parti dello Zürichberg; la Dolderbahn permette anche di raggiungere l'Adlisberg Nelle vicinanze dello Zürichberg furono costruiti diversi tunnel per la S-Bahn: sul lato sud-ovest per aggirare il centro della città, il Lettentunnel, che fu poi sostituito dall'Hirschengrabentunnel, e leggermente ad ovest dello Zürichberg, il Wipkingertunnel, il più antico collegamento tra le valli della Limmat e della Glatt. Un po' più a sud-est, il tunnel dello Zürichberg passa sotto il vicino Adlisberg. Il Weinbergtunnel, aperto nel 2014, corre in un grande anello attraverso i declivi più bassi del versante occidentale dello Zürichberg.

## Cultura
Nel 1962, la facoltà di scienze dell'Università di Zurigo propose di istituire il campus di Irchelpark sull'area dello Strickhof. La prima fase della costruzione degli edifici universitari inizio' nel 1973 e il campus fu inaugurato nel 1979. La costruzione della seconda fase è durata dal 1978 al 1983. Il campus ospita anche il museo di Antropologia ("Anthropologisches Museum"), e lo Staatsarchiv cantonale di Zurigo. Costruita nel 1901 come ristorante Rigiblick, l'ex Gastsaal è stata riaperta come Teatro Rigiblick nel 1984.

## Galleria d'immagini

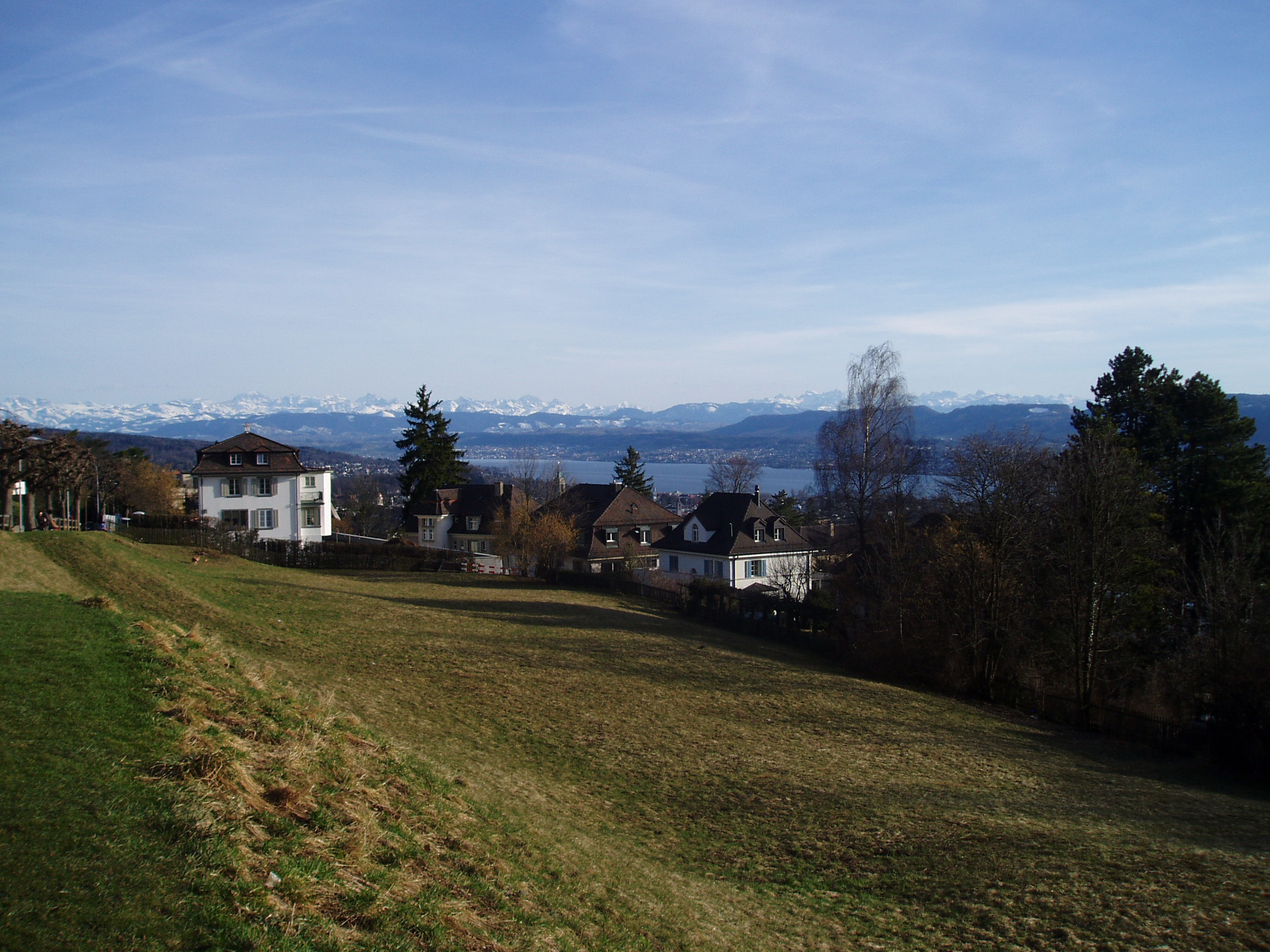
Vista verso Sud
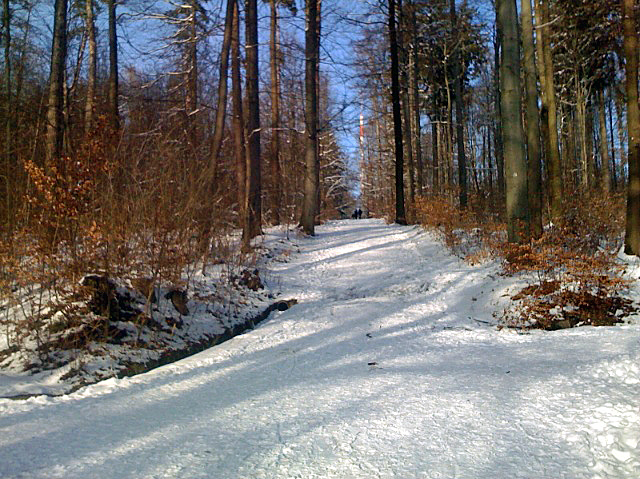
Bosco invernale sullo Zürichberg
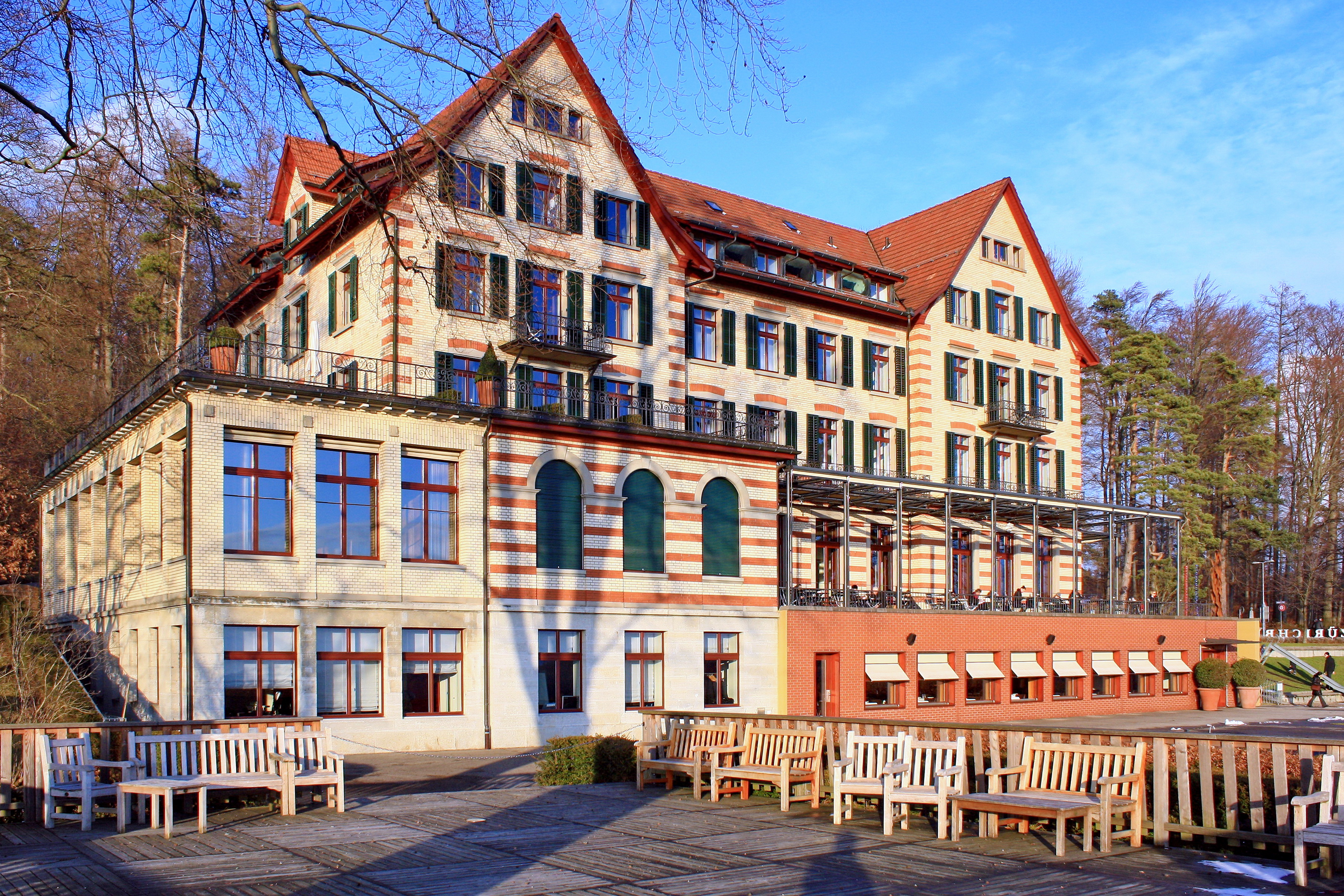
Hotel Zürichberg
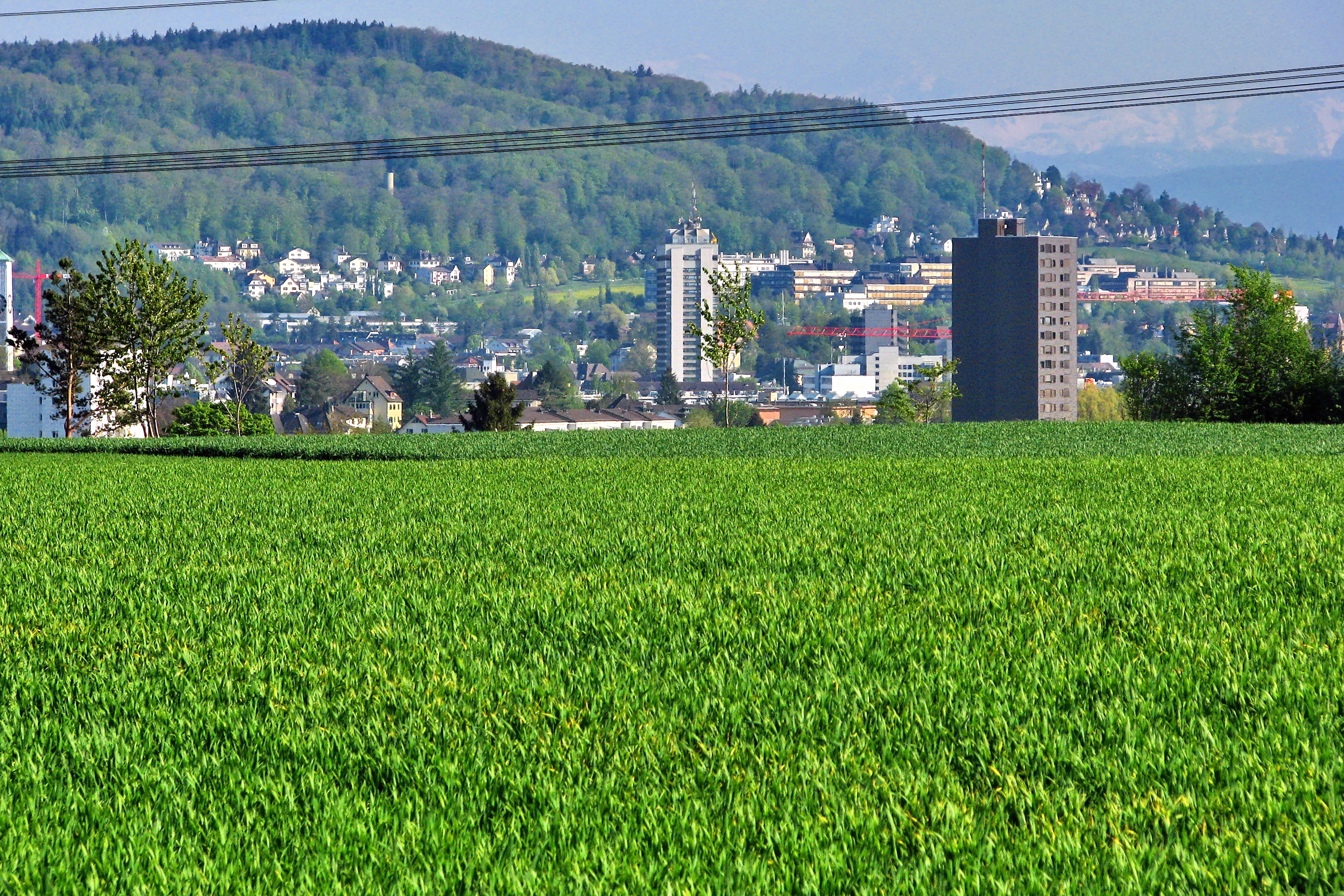
Oerlikon e il versante nordoccidentale
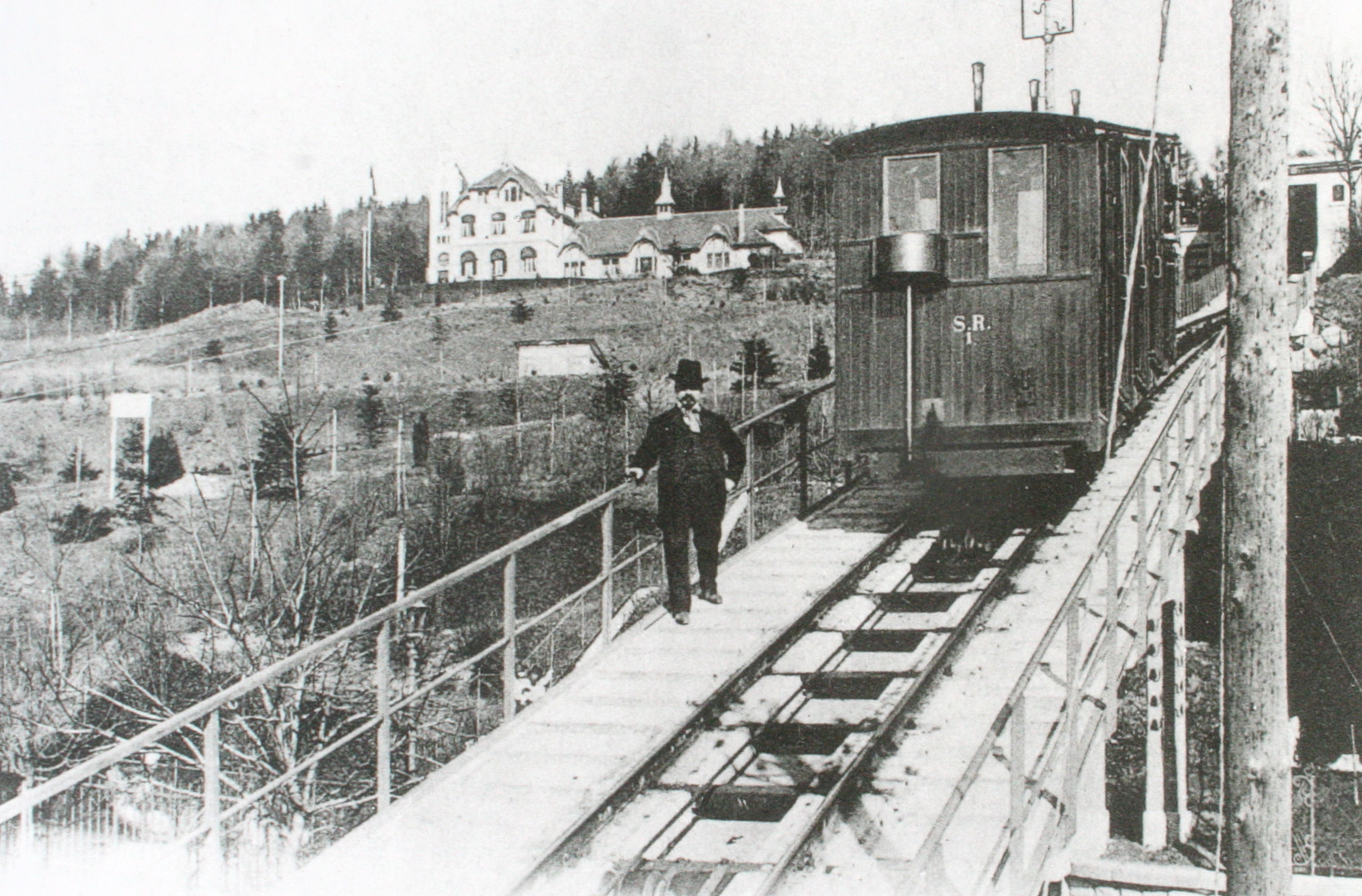
Seilbahn e Hotel Rigiblick intorno al 1901